# Dorin Poenaru
Dorin Mircea Stelian Poenaru (n. 9 aprilie 1936, Suiug, județul Bihor) este un fizician nuclearist și inginer român. A adus contribuții fundamentale la studiul teoretic al radioactivității prin emisie de particule grele (radioactivitate cluster sau radioactivitate exotică).

## Educație
DN Poenaru  a terminat studiile liceale la Colegiul Național Emanuil Gojdu din Oradea  unde în 1953 la bacalaureat a primit diploma de merit.  A fost student la Facultatea de Electronică și Telecomunicații din Universitatea Politehnica București, pe care a absolvit-o în 1958.  În 1971, a absolvit și Facultatea de Fizică, secția de Fizică Teoretică Universitatea București unde a fost student în timp ce lucra ca inginer la Institutul de Fizică Atomică (IFA) al Academiei Române din Magurele aproape de București.
Inginerul Dorin N. Poenaru a devenit doctor în electronică nucleară la Universitatea Politehnica din București în 1968, iar fizicianul Poenaru a susținut doctoratul în fizică teoretica la Institutului Central de Fizică București în 1980.

## Cariera
1958-1962 Inginer Electronist, Institutul de Fizică Atomică (IFA) al Academiei Române, Magurele aproape de București.
1962-1969 Inginer principal, IFA, Măgurele.
1966-1968 Asistent (cumul) la Facultatea de Electronică și Telecomunicații, Universitatea Politehnica din București: seminarii de Radio-Electronică.
1969-1977 Cercetător principal gradul 3, IFA, Măgurele.
1977–1990 Cercetător principal gradul 3, Institutul de Fizică și Inginerie Nucleară (IFIN --- vechiul IFA reorganizat), Măgurele.
1981–1986 Conferențiar (cumul) la Facultatea de Fizică Universitatea București: structură nucleară și reacții nucleare.
1990–1996 Cercetător principal gradul 1, IFIN, Măgurele. Este cea mai înaltă poziție în cercetarea științifică, 
echivalentă cu profesor universitar.
1996–2000 Director Științific al IFIN-HH - cel mai mare institut de cercetare din România.
Începând cu anul 1996, Cercetător principal gradul 1, Institutul Național de Fizică și Inginerie Nucleară Horia Hulubei (IFIN-HH), fostul IFIN reorganizat.  Tot odată conducător de doctorat (Profesor Asociat, Facultatea de Fizică, Universitatea din București), din 1990.

## Coordonator științific
Profesorul Poenaru a organizat în București în anul 1999 simpozionul Internațional "Progrese în Fizica Nucleară", cu prilejul aniversării a 50 ani de la înființarea primului Institut de Cercetare în Fizică din România, iar în 2000 Institutul NATO de Studii Avansate "Nuclee depărtate de stabilitate și astrofizică ", Predeal.
DN Poenaru a fost numit unul dintre referenții excelenți ai anilor 2010 și 2012 de către editorii Elsevier pentru activitatea la revista de specialitate Nuclear Physics.  Printre alte reviste la care a fost frecvent invitat să facă referate de specialitate sunt prestigioasele: Physical Review Letters, Physical Review C,Journal of
Physics G: Nuclear and Particle Physics și Revue canadienne de Physique.
A fost  membru al Consiliului Științific al IUCN Dubna, 1996-1997.
Poenaru a fost coordonatorul Centrului de Excelență IDRANAP (Cercetări interdisciplinare și aplicații bazate pe fizica nucleară și atomică), proiect finanțat în cadrul FP5 al Uniunii europene, selectat în 2000 de către Comisia Europeană printre cele 34 proiecte de succes din totalul de 185 de propuneri din 11 țări în curs de aderare la UE.  

## Realizări științifice
Inginerul Poenaru a proiectat și construit aproximativ 15 aparate electronice, inclusiv un radiometru destinat aplicațiilor industriale ale fizicii nucleare, un sistem de televiziune în circuit închis folosit la Ciclotron, un circuit de comutare pentru fotomultiplicatori, un amplificator sensibil la sarcină cu zgomot redus și un generator de
impulsuri de mare precizie pentru spectrometru alfa cu detector semiconductor.  A dezvoltat teoria colectării sarcinilor electrice în detectori cu semiconductori și formarea impulsurilor de curent sau tensiune la intrarea electronicii asociate.
Fizicianul Poenaru a făcut experiențe de reacții nucleare (de exemplu,
spectrele de evaporare a neutronilor) și identificarea de noi stări
izomere de spin înalt.  De asemenea a măsurat funcția de excitație,  
energiile de excitare, randamentul produselor de fisiune, durate de viață,
corelații unghiulare ale izomerilor spontan fisionabili.

Teoreticianul Poenaru a creat modelele SuperAsimetrice numeric (NUSAF) și
analitic (ASAF) folosite de la început pentru a arăta că dezintegrarea  
alfa poate fi considerată un proces de fisiune rece.  A dezvoltat o 
nouă relație semi-empirică (SemFIS) pentru perioada de înjumătățire față de
dezintegrarea alfa bazată pe teoria fisiunii, luând în considerare efectele
de pături.

Articolul cel mai frecvent citat în domeniul Radioactivitate cluster a
fost publicat în 1980.

Următoarele două au fost publicate în 1984

și în 1985

Începând din 1984, au fost confirmate experimental următoarele tipuri de
radioactivități exotice: 14C, 20O, 23F, 22,24-26Ne, 28,30Mg și 32,34Si. 
Viețile măsurate sunt în bună concordanță cu prezicerile teoretice din 
cadrul modelului analitic al fisiunii superasimetrice (ASAF), dezvoltat de
DN Poenaru, W.  Greiner, și colab.

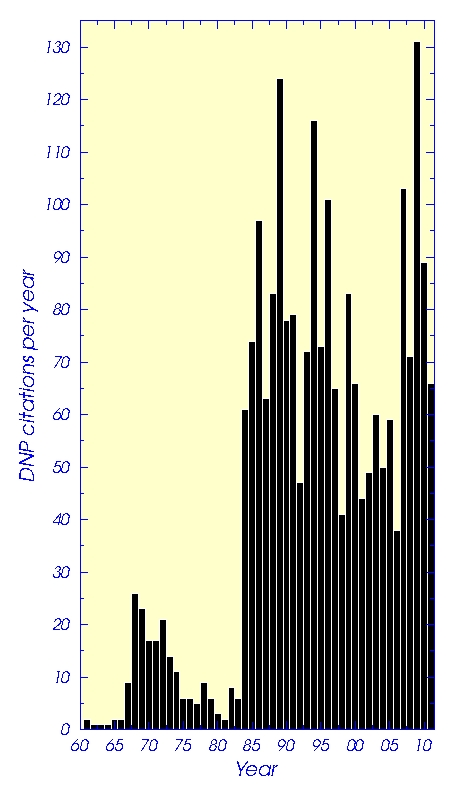

Numărul anual de citări ale lucrărilor lui D.N. Poenaru et al. arată
creșterea bruscă din anul 1984 după ce Rose și Jones (Oxford University) au
publicat prima confirmare experimentală a radioactivității 14C a 223Ra.
Fenomenul radioactivităților exotice s-a bucurat de o mare popularitate.
Evenimentul a fost descris în reviste științifice, inclusiv La Recherche Nr.
159, Oct.  1984 p. 1300; Science et Vie Nr.  808, Jan.  1985, p. 42; Physics  
Bulletin Vol.  46 Nr.  489, 1985 p. 489, Scientific American Nr.  3,   
March 1990 p. 58 (tradus în 9 limbi), Europhysics News Nr.  5,
September/October 1996, p. 99 precum și ziare din Germania, Ungaria și
România.
Mulți experimentatori și teoreticieni au recunoscut contribuțiile lui DN
Poenaru.

Poenaru a continuat să studieze în mod activ acest domeniu. El a publicat
multe articole și cărți, a avut prelegeri invitate la conferințe
internaționale și la seminarii internaționale.  Împreună cu colaboratorii au
publicat tabele extinse de perioade de înjumătățire ale emisiilor spontane  
de clusteri, care au fost folosite de către experimentatori si alți
teoreticieni ca ghid sau referință.
Modelul său ASAF oferă o abordare  unificată a fisiunii reci,
radioactivității cluster și dezintegrării alfa.
Sistematica rezultatelor experimentale actualizată în 2002 pune din nou în
evidență efectul puternic de pături al nucleului fiică dublu magic 208Pb  
precum și faptul că acest efect nu era pe deplin exploatat, fapt care     
sugerează necesitatea unor experimente suplimentare.

În 2006 au fost obținute cu metoda macroscopică-microscopică unele forme ale
barierelor de potențial asemănătoare celor utilizate de modelul ASAF. 
S-a găsit că emițătorul alfa 106Te are o suprafață de energie potențială pe
care poate fi văzută valea dezintegrării alfa.
Un studiu aprofundat al dezintegrării alfa a nucleelor supragrele a fost
efectuat, după ce experimentatorii au identificat noi membri ai insulei de
stabilitate.
S-a dezvoltat o nouă metodă pentru a estima probabilitatea de preformare
într-o teorie de fisiune ca penetrabilitatea porțiunii interne a barierei de
potențial.

Cel mai simplu mod de a reprezenta sistematica perioadelor de înjumătățire
pentru dezintegrare alfa și radioactivitatea cluster este curba universală
(UNIV), log T = f (log P) - o singură linie dreaptă pentru un mod de
dezintegrare cu Ae dat, publicată în 1990.  T este timpul de viață și P este
penetrabilitatea barierei.  Cele trei modele de fisiune (ASAF, UNIV, și
SemFIS) au fost aplicate pentru a studia modurile de dezintegrare ale  
nucleelor supragrele produse prin reacțiile de fuziune ale ionilor grei la
GSI Helmholtz Centre for Heavy Ion Research Darmstadt, Joint
Institute for Nuclear Research Dubna, RIKEN în Japonia și
Laboratorul Național Lawrence Livermore, SUA.
Pentru numere atomice Z > 122 este posibil să se observe radioactivități
cluster mai intense decât dezintegrarea alfa.

Poenaru și colaboratorii au extins teoria fisiunii binare la fenomene mai
complexe, cum ar fi fisiunea ternară (fisiune însoțită de emisii de  
particule) și au prezis fisiunea multicluster.  Fisiunea cuaternară (fisiune
însoțită de emiterea a două particule alfa) a fost experimental descoperită 
de Goennenwein et al.  Pyatkov, Kamanin et al.  din IUCN Dubna au efectuat  
experimente de fisiune ternară coliniară.
În 2005, când s-au comemorat 50 ani de la moartea marelui fizician
teoretician francez de origine română Alexandru Proca, Poenaru a difuzat
ample informații privind ecuațiile relativiste Proca privind câmpul
vectorial bozonic precum și viața sa în România și Franța.
Din 2007, metoda macroscopică-microscopică a fost folosită de către Poenaru
și colab.  pentru a studia formele de echilibru ale clusterilor atomici
metalici depuși pe suprafețe plane.  În cadrul acestor cercetări
multidisciplinare s-a dezvoltat un nou model uni-particulă în pături
deformate: oscilatorul armonic hemisferoidal.  Marea productivitate a
trimerului ionizat (cu doi electroni delocalizați, annalogul unei particule
alfa) observată în experimentele de fisiune a clusterilor metalici dublu   
ionizați a fost explicată.  Spre deosebire de fisiunea nucleor grele, în   
acest caz, nu numai energia de deformare a modelului picătură de lichid, dar
și corecțiile de pături ale celor doi electroni delocalizați ale
fragmentului ușor ating simultan un minim.  S-a sugerat folosirea acestui
tip de fisiune in nanotehnologie.

## Colaborarea internațională
Din 1964 Poenaru a colaborat cu oameni de știință din JINR Dubna, CRN
Strasbourg, Institut de Physique Nucléaire d'Orsay, CENBG
Bordeaux-Gradignan, Vanderbilt University (Nashville), Centrul
de Cercetări Științifice Avansate al Japan Atomic Energy Research
Institute Tokai, Institut für Physik der Theoretische JW Goethe  
Universität, Frankfurt, GSI Helmholtz Centre for Heavy Ion Research
Darmstadt și Frankfurt Institute for Advanced Studies.
În cursul a 55 ani de activitate științifică DN Poenaru și-a petrecut
aproape 11 ani în străinătate: 2 luni în Ucraina, 3 luni in Rusia, 3 luni in
Japonia, 4 luni în SUA: 22 luni (un an și 10 luni) în Franța, și 96,5 luni  
(8 ani și 0,5 luni) în Germania.

## Publicații
D. N. Poenaru a publicat peste 189 de lucrări (152 ISI) și 123 comunicări la
manifestări științifice internaționale (54 prelegeri invitate, 30 prezentări
orale și 39 seminarii internaționale).  Se remarcă primele două conferințe  
în care au fost discutate radioactivitățile cluster în 1985 la Varna,
Bulgaria și în 1988 la Kyoto, Japonia.
Este co-autor sau co-editoru la 12 cărți: cinci în România și șapte în
Statele Unite, Germania, Anglia, Olanda si Singapore printre care:
- Nuclei far from stability and astrophysics, Eds. D. N. Poenaru, H. Rebel, J.  Wentz (Kluwer Academic, Dordrecht, 2001) ISBN 0-7923-6936-X.
- Advances in Nuclear Physics (Proceedings of the international symposium fifty years of institutional physics research in Romania),

Eds. D. N. Poenaru, S. Stoica (World Scientific, Singapore, 2000) ISBN 981-02-4276-X.
- Experimental techniques in nuclear physics, Eds. D. N. Poenaru, W. Greiner (Walter de Gruyter, Berlin, 1997) ISBN 3-11-014467-0.
- Nuclear decay modes, Ed. D.N. Poenaru (Institute of Physics Publishing, Bristol, 1996) ISBN 0-7503-0338-7.
- Handbook of nuclear properties, Eds. D. N. Poenaru, W. Greiner (Clarendon Press, Oxford, 1996) ISBN 0-19-851779-3.
- Particle emission from nuclei. Vol. I: Nuclear Deformation Energy.  Vol. II: Alpha, Proton and Heavy Ion Radioactivities.  Vol.  III: Fission and Beta-Delayed Decay Modes.  Eds, D.N.  Poenaru, M.S.  Ivascu (CRC Press, Boca Raton, 1989) ISBN 0-89434-634-7, 0 8943 4635 5, 0 8943 4636 3.
- M. Ivascu, D.N. Poenaru, Energia de Deformare și Izomeria Formei Nucleelor (Editura Academiei, București, 1981).
- D.N. Poenaru, Impulsurile Detectoarelor de Radiații Nucleare cu Semiconductoare, (Editura Academiei, București, 1968).
- D.N. Poenaru, N. Vîlcov, Măsurarea Radiațiilor Nucleare cu Dispozitive Semiconductoare, (Editura Academiei, București, 1967).

## Onoruri
D. N. Poenaru este inclus împreună cu A. Sandulescu și W. Greiner în
Encyclopædia Britannica

pentru calcule, publicate în 1980 care indică posibilitatea unui nou tip de
dezintegrare nucleară: radioactivitate cu emisie de particule grele.
În 2009 i s-a conferit titlul de "MERCATOR Gastprofessur" la Frankfurt
Institute for Advanced Studies, Johann Wolfgang von Goethe
Universitaet, de către Deutsche Forschungsgemeinschaft (DFG). Acesta
este premiul cel mai mare acordat de către DFG anual unor peronalități din
străinătate.
În 2009, Colegiul Național Emanuil Gojdu din Oradea, România, a
sărbătorit aniversarea a 90 de ani.  Activitatea profesională a anumitor
foști elevi ai acestui liceu, inclusiv a profesorului Poenaru, este
prezentată într-un mic muzeu numit "Cartea de aur".  S-a decis ca
laboratorul de fizică al colegiului să poarte numele Dorin N.  Poenaru.
Un număr special al revistei "Romanian Reports in
Physics" (Vol.  59 (2007), n.2) este
dedicat celei de a 70-a aniversări a prof.  Poenaru, cu contribuții ai 
multor oameni de știință din întreaga lume.

Diploma de Onoare "Horia Hulubei" pentru contribuții deosebite
aduse institutului în decursul timpului. IFIN-HH, 2007.
Diploma de merit pentru activitate de excepție în anul 2005. IFIN-HH,
2005.
"Adjoint Professor", Vanderbilt University, Nashville, TN, SUA, câte o
lună în 1998, 1999, 2000 și 2002.
Bursă acordată de Japan Society for the Promotion of Science pentru a
lucra la la Centrul de Studii Avansate al Institutului de Energie Atomică,
Tokai, Ibaraki, Japonia 2000.
Bursă "Haut Niveau" acordată de Ministerul Educației Naționale, Paris,
Franța, 1994.
Premiul revistei Flacăra pentru creativitate științifică pe anul 1988,
pentru prezicerea și studiul radioactivităților exotice.
Premiul Academiei Române Dragomir Hurmuzescu pentru cercetări
privind izomerii fisionabili, efectuate în 1977.